# Всеукраинский фонд воссоздания выдающихся памятников историко-архитектурного наследия имени Олеся Гончара

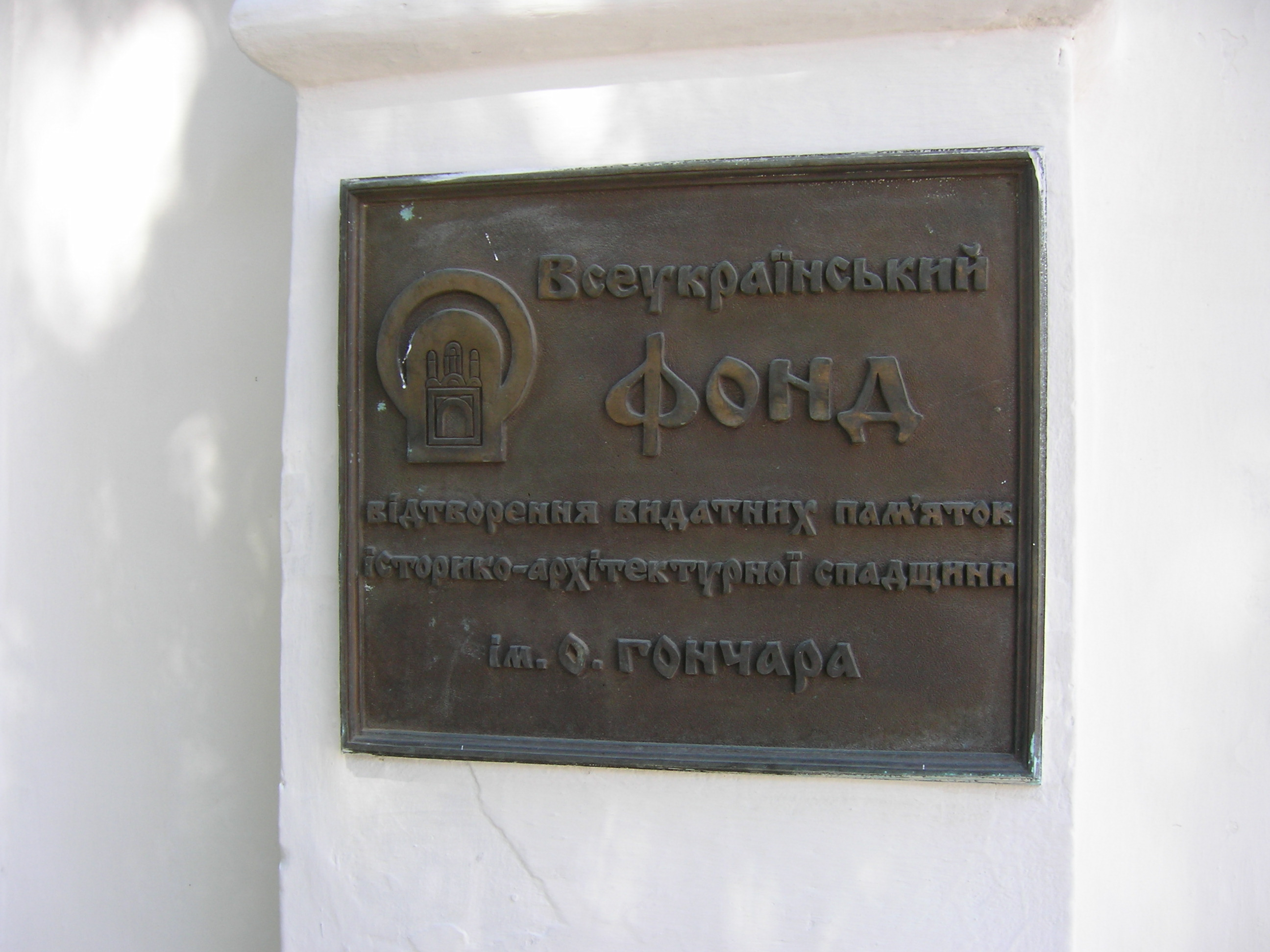

Всеукраинский фонд воссоздания выдающихся памятников историко-архитектурного наследия имени О. Гончара (укр. Всеукраїнський фонд відтворення видатних пам'яток історико-архітектурної спадщини імені О. Гончара) — всеукраинская благотворительная организация по возрождению выдающихся памятников историко-архитектурного наследия Украины.

## История
Фонд создан 12 июня 1996 года Указом Президента Украины Л. Д. Кучмы № 422 для поддержки инициативы общественных организаций и известных деятелей культуры Украины с целью содействия воссозданию Михайловского златоверхого монастыря, Успенского собора Киево-Печерской лавры и других достопримечательностей, привлечения к этому благотворительных взносов и пожертвований.
Фонд назван именем О. Гончара, который был одним из первых инициаторов воссоздания выдающихся памятников истории и культуры в Украине в 1995 году, в частности основал общественный фонд по воссозданию Киево-Михайловского Златоверхого монастыря. Первый председатель правления Фонда — академик НАН Украины П. Тронько (он же председатель Комиссии по вопросам воссоздания выдающихся памятников истории и культуры при Президенте Украины).
Впоследствии на Фонд возложено финансирование реализации государственной программы воссоздания выдающихся памятников истории и культуры Украины (утверждена постановлением Кабинета Министров Украины № 700 от 23 апреля 1999 года). Исполняющим обязанности председателя Фонда является Г. Т. Франко.
Основными задачами Фонда определены:
- выполнение госпрограмм, связанных с воспроизведением комплекса Михайловского монастыря, Успенского собора Киево-Печерской лавры и других выдающихся памятников историко-архитектурного наследия;
- поддержка проектов по изучению, сохранению, охране и надлежащего использования объектов историко-архитектурного наследия Украины;
- содействие возвращению в Украину культурных ценностей;
- аккумуляция средств, необходимых для выполнения возложенных на Фонд задач, обеспечения их наиболее эффективного использования.

Источники финансирования — благотворительные взносы учреждений и отдельных граждан, пожертвования из-за рубежа.

## Награды
Фонд имеет несколько собственных знаков отличия для награждения благотворителей. В частности, Высшей наградой Всеукраинского фонда им. Олеся Гончара награждены:
- Леонид Кучма (1998),
- Виктор Ющенко (1998),
- Стефан Посаковский (США, 1999),
- Александр Омельченко (1999),
- Пётр Тронько (2000),
- Государственная таможенная служба Украины (2001),
- Национальный банк Украины (2003).